# Apotolamprus metallicus
Apotolamprus metallicus là một loài bọ cánh cứng trong họ Bọ hung (Scarabaeidae).